# Piazzolo
Piazzolo je komuna (obec) v provincii Bergamo v italském regionu Lombardie, která se nachází asi 70 kilometrů severovýchodně od Milána a 30 kilometrů severně od Bergama. K roku 2018 měla obec 92 obyvatel. Má rozlohu 4,2 kilometrů čtverečních.
Piazzolo sousedí s následujícími obcemi: Mezzoldo, Moio de' Calvi, Olmo al Brembo, Piazza Brembana, Piazzatorre, Valnegra.
Je zde pohřben Guido Galli, italský soudce, který byl zabit Rudými brigádami v 80. letech 20. století.